# Gümüşhane Torul Gençlik ve Spor Kulübü 2012-2013
Questa voce raccoglie le informazioni riguardanti il Gümüşhane Torul Gençlik ve Spor Kulübü nella stagione 2012-2013.

## Organigramma societario
Area direttiva
- Presidente: İhsan Uçar

Area tecnica
- Allenatore: Bahadır Aksoy
- Statistico: Onur Şahin

## Rosa
| N° | Nome            | Ruolo | Data di nascita   | Nazionalità sportiva |
| -- | --------------- | ----- | ----------------- | -------------------- |
| 1  | Akif Yurtsal    | P     | 5 settembre 1989  | Turchia              |
| 2  | Igor Vityuk     | S     | 29 gennaio 1988   | Ucraina              |
| 5  | Ahmet Arslan    | S     | 7 dicembre 1990   | Turchia              |
| 6  | Philip Maiyo    | O     | 3 gennaio 1982    | Kenya                |
| 7  | Çağri Ceyhan    | S     | 30 gennaio 1989   | Turchia              |
| 8  | Volkan Döne     | L     | 19 febbraio 1987  | Turchia              |
| 9  | Eren Öner       | P     | 4 settembre 1989  | Turchia              |
| 10 | Hüseyin Aydın   | C     | 12 marzo 1981     | Turchia              |
| 11 | Alper Güllü     | C     | 23 luglio 1982    | Turchia              |
| 12 | Alen Djordjevič | S     | 5 luglio 1985     | Slovenia             |
| 17 | Fırat Tek       | C     | 3 febbraio 1983   | Turchia              |
| 14 | Tolga Altintaş  | S     | 14 gennaio 1980   | Turchia              |
| 16 | Levent Kaplan   | S     | 13 settembre 1982 | Turchia              |
| 17 | Murat Palavar   | C     | 17 maggio 1985    | Turchia              |
| 18 | Ali Candan      | S     | 1º gennaio 1990   | Turchia              |